# Wilfried Tevoedjre
Godonou Wilfried Tevoedjre (Cotonou, 20 september 1979) is een Benins zwemmer. Hij vertegenwoordigde zijn land op de Olympische Zomerspelen 2012 in Londen in het onderdeel 50 meter vrije slag. Hij eindigde op een 58e en laatste plaats met een tijd van 29,77 seconden. 

## Belangrijkste resultaten
| Jaar | Olympische Spelen  | WK langebaan                             | WK kortebaan                                                                      |
| ---- | ------------------ | ---------------------------------------- | --------------------------------------------------------------------------------- |
| 2010 |                    |                                          | 124e 50m vrije slag 118e 100m vrije slag 77e 200m vrije slag 115e 50m vlinderslag |
| 2011 |                    | 107e 50m vrije slag 104e 100m vrije slag |                                                                                   |
| 2012 | 58e 50m vrije slag |                                          |                                                                                   |